# 石山孜遗址
石山孜遗址位于中国安徽省淮北市烈山区石山孜村（原属濉溪县平山乡，现实际由经济开发区新区管辖），是一处新石器时代遗址，1989年被列为第三批安徽省文物保护单位，2013年被列为第七批全国重点文物保护单位。
石山孜遗址于1984年文物普查时发现，1987年、1988年由安徽省考古研究所会同淮北市、濉溪县文物部门进行过三次试掘。遗址地势略高于四周，南北长100米，东西宽160米，文化层厚约2米。出土大量陶片、器足等。遗址文化内涵较为丰富，有其自身显著特点，文化性质将有待进一步发掘考证。 